# Corridoio di Zangezur
Il corridoio di Zangezur (in armeno Զանգեզուրի միջանցք, Zangezuri mijantsk, in azero: Zəngəzur koridoru o Zəngəzur dəhlizi), a volte indicato anche come corridoio di Naxçıvan (in armeno Նախիջևանի միջանցք, Naxiǰewani mijantsk, in azero: Naxçıvan koridoru o Naxçıvan dəhlizi), è un termine per indicare il corridoio di trasporto che dovrebbe collegare la Repubblica Autonoma di Naxçıvan (che è un'exclave) al resto dell'Azerbaigian, attraverso la regione di Syunik dell'Armenia.
Le autorità azere traggono questo concetto da uno dei termini (il nono) previsti dall'accordo di cessate il fuoco del Nagorno-Karabakh del 2020, con cui, il 10 novembre di quello stesso anno, si è posto fine alla guerra del Nagorno-Karabakh del 2020. L'accordo di cessate il fuoco menziona i collegamenti e le vie di comunicazione per il trasporto, ma non contiene né la parola "corridoio", né "Zangezur", bensì solo riferimenti alla costruzione di nuove vie di collegamento. Il testo di quel passaggio dell'accordo di cessate il fuoco, pubblicato sul sito web ufficiale del Cremlino, afferma che:
Come concordato dalle Parti, saranno costruiti nuovi collegamenti di trasporto per collegare la Repubblica Autonoma di Nakhchivan e le regioni occidentali dell'Azerbaigian.»
(— Ilham Aliyev, Nikol Pashinyan e Vladimir Putin, accordo di cessate il fuoco del Nagorno-Karabakh 2020, durata 9.)
Prima dell'accordo sul cessate il fuoco, i collegamenti aerei e terrestri tra l'Azerbaigian e la sua exclave della Repubblica Autonoma di Naxçıvan (NAR) dovevano essere effettuati attraverso il territorio turco o iraniano. Diversi vantaggi che il corridoio di Zangezur potrebbe presentare a livello nazionale (azero) e regionale (Caucaso) sono stati evidenziati dall'Azerbaigian, come inferiori costi di trasporto e minori tempi di viaggio, aumento del turismo e del commercio, maggiore sicurezza durante lo svolgimento di qualunque di queste attività.
In epoca sovietica, c'erano due collegamenti ferroviari che connettevano la Repubblica Autonoma di Nakhchivan con il territorio principale dell'Azerbaigian. La linea più breve, che passava attraverso la regione di Syunik, era stata costruita nel 1941, mentre la linea Erevan-Ijevan-Qazakh fu costruita negli anni '80 come rotta alternativa tra Erevan a Baku. Entrambe le linee furono abbandonate nel 1992. Mentre l'Azerbaigian preferisce ripristinare la linea via Syunik, l'Armenia preferirebbe la linea Qazakh-Ijevan. Tuttavia, quest'ultima ha un costo di ricostruzione più elevato. Secondo le stime, il ripristino della via Zangilan-Meghri-Nakhchivan costerebbe circa $ 250 milioni, mentre la rotta Ijevan costerebbe $ 450 milioni.
Il 21 aprile 2021, durante un'intervista da parte di AzTV, il presidente dell'Azerbaigian Ilham Aliyev ha affermato di star "implementando il corridoio di Zangezur, che l'Armenia lo voglia o no", anche a costo di usare la forza nel caso mancasse il consenso dell'Armenia. Aliyev ha anche detto che "il popolo azero tornerà a Zangezur, da cui è stato portato via 101 anni fa". Queste dichiarazioni hanno avuto una cattiva accoglienza da parte dell'Armenia. Il difensore dei diritti umani dell'Armenia, Arman Tatoyan, ha messo in relazione questi "atti di intimidazione" al genocidio armeno. La portavoce del ministero degli Affari esteri dell'Armenia, Anna Naghdalyan, ha affermato che "l'Armenia prenderà tutte le misure necessarie per proteggere la propria sovranità e integrità territoriale". Il primo ministro armeno, Nikol Pashinyan, ha sottolineato che la dichiarazione trilaterale del 9 novembre non menziona né "Zangezur" (ovvero la regione di Syunik in Armenia) né la parola "corridoio", e che quindi l'accordo riguarda solo lo sblocco delle comunicazioni regionali.
Il 7 settembre 2023, attraverso alcuni video pubblicati su diversi mass media, anche social, si nota un denso accumulo di personale militare azero ai confini di questo territorio nel mezzo di un periodo di crisi tra le due nazioni.